# راسلمينيا 36
راسلمينيا 36 (بالإنجليزية: WrestleMania 36)‏ هي النسخة السادسة والثلاثون من مهرجان الراسلمينيا كان من المقرر اقامته في شرق راذرفور نيوجرسي لكنها اقيمت في مركز تدريب المصارعين في اورلاندو على يومين بدون جماهير بسبب الخوف من تفشي فيروس كورونا المستجد
كان من المقرر ان يدافع بطل دبليو دبليو أي العالمي جولدبيرج عن لقبه امام رومان رينز ولكن الاخير انسحب بسسب مخاوفه على حالته الصحية خاصة انه تعرض في أكتوبر 2018 لسرطان الدم. ولعب برون سترومان بدلا منه شهدت هذه الراسلمينيا عودة المصارع ايدج بعد اعتزاله عشر سنوات
بطاقة المباريات بالترتيب
اليوم الأول
نزال تمهيدي
سيزارو يفوز على درو جولاك
النزال الأول
بطولة سيدات wwe
فريق اليكسا بليس ونكي كروس يهزم كابوكي ووريوز
النزال الثاني
الايس يهزم بارون كوربن
النزال الثالث
بطولة سيدات الرو
بيكي لينش تهزم شاينا بازلر
النزال الرابع
بطولة القارات
سامي زين يهزم دانيال براين
النزال الخامس
بطولة زوجي سماكداون نزال سلالم
جون موريسون يهزم كوفي كينغستون وجيمي اوسو
النزال السادس
كيفن اوينز يهزم سيث رولينز
النزال السابع
لقب دبليو دبليو أي العالمي
برون سترومان يهزم جولدبيرج
النزال الثامن ساحة العظم
اندرتيكر يهزم أي جي ستايلز
اليوم الثاني
نزال تمهيدي
ليف مورغان تهزم نتاليا
النزال الأول بطولة سيدات next
تشارلوت فلير تهزم ريا ريبلي
النزال الثاني
اليستر بلاك يهزم بوبي لاشلي
النزال الثالث
اوتيس يهزم دولف زيجلر
النزال الرابع اخر من يصمد واقفا
ايدج يهزم راندي اورتن
النزال الخامس بطولة زوجي الرو
فريق مونيز فور وانجيلو داوكينز يهزم فريق انجل جارزا واوستن ثيوري
النزال السادس اقصاء بطولة سيدات سماكداون
بايلي تهزم لايسي ايفانز وتامينا سنوكا ونايومي وساشا بانكس
النزال السابع
اقيم على طريقة Firefly fun House
ذافيند براي وايت يتغلب على جون سينا
النزال الثامن
بطولة wwe
درو ماكنتاير يفوز على بروك ليسنر

## وصلات خارجية
- راسلمينيا 36 على موقع IMDb (الإنجليزية)
- راسلمينيا 36 على موقع قاعدة بيانات الفيلم (الإنجليزية)
- راسلمينيا 36 على موقع كينوبويسك (الروسية)